# 米德爾堡 (紐約州)
米德爾堡（英語：Middleburgh）是一個位於美國紐約州斯科哈里縣的鎮。

## 人口
根據2020年美國人口普查的數據，米德爾堡的面積為127.45平方千米，當中陸地面積為127.20平方千米，而水域面積為0.25平方千米。當地共有人口3112人，而人口密度為每平方千米24人。